# Dominance (psychologie)

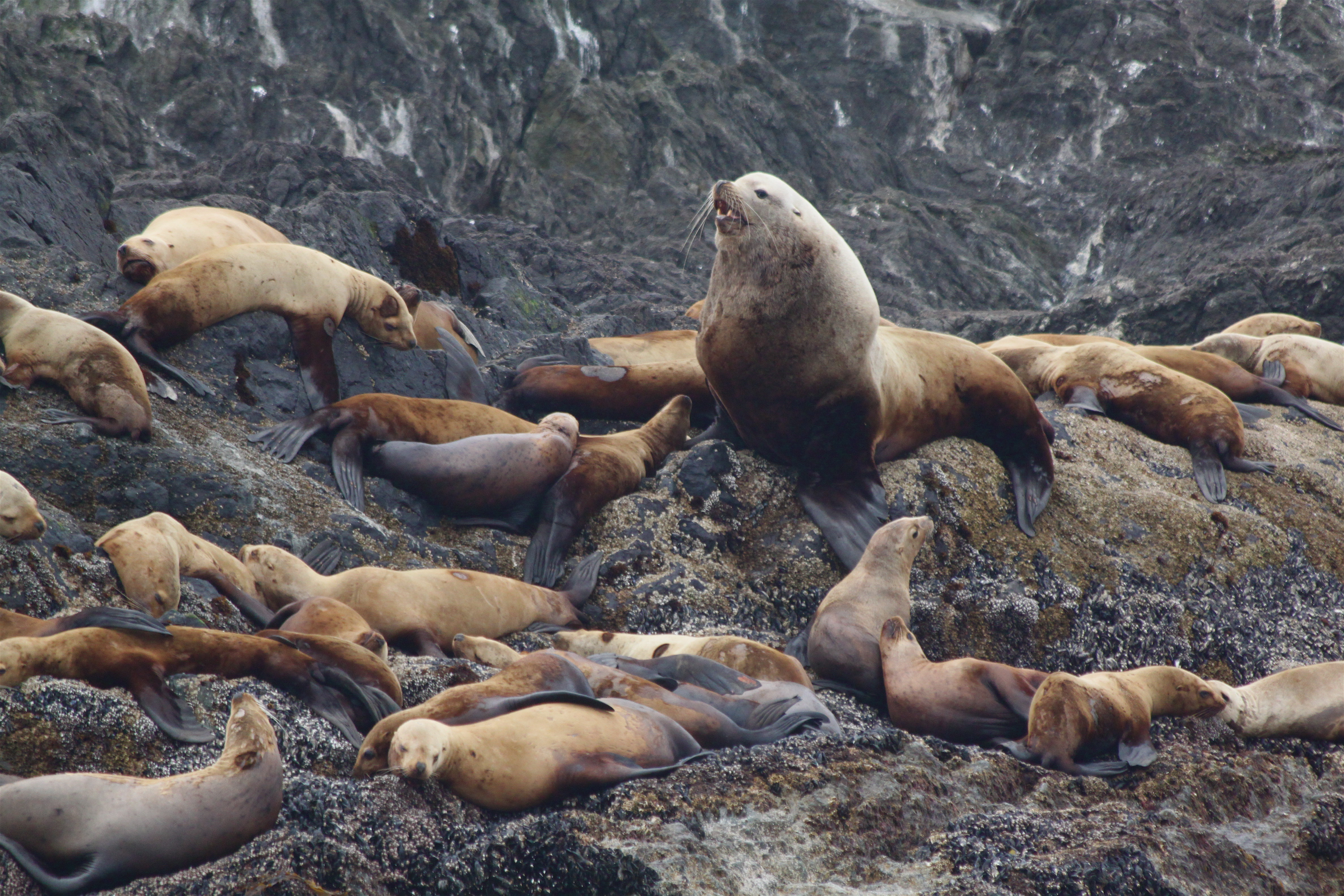
v přírodě se velmi často setkáváme s případem dominantního samce ve skupině daného druhu

Dominance je v psychologii vlastnost lidí, obecněji v etologii vlastnost společenských živočichů, kdy se dominantní jedinci rádi ujímají vedení kolektivu. Pokud se nenajde někdo silnější nebo z jejich pohledu schopnější než oni, přebírají vedení nad kolektivem a ostatní podřazené členy kolektivu kontrolují, rozdávají jim příkazy, rozhodují za ně, tudíž za ně přebírají odpovědnost.

## Fungování kolektivu
Dominantní jedinci jsou sami o sobě energičtí, aktivní při řešení všeho, rozhodování za kolektiv a jeho řízení a patří v kolektivu k těm nejsilnějším a nejschopnějším.
Kolektiv se na ně naopak spoléhá a vidí v nich něco jako svého otce či svou matku, k nimž se obracejí, když si neví rady či potřebují učinit důležité rozhodnutí.

## Hierarchie
V přítomnosti jiných dominantních jedinců dochází k souboji mezi nimi a v následné hierarchii, pokud vznikne, se potom rozdělí podle své úspěšnosti v boji. Jiným případem, často viděným v lidské společnosti, je, když se dominantní stane dominantním proto, že se mu kolektiv, poté co uzná, že je nejschopnější a schopný ho vést, sám podřídí.

## Patologie
Dominantní lidé jsou někdy také agresivní, nesnášejí odpor a mají tendenci vyhrazovat si vlastní prostor, z nějž narušitele agresivně vyhánějí.